# Ermida da Senhora da Encarnação (Ribeira do Nabo)

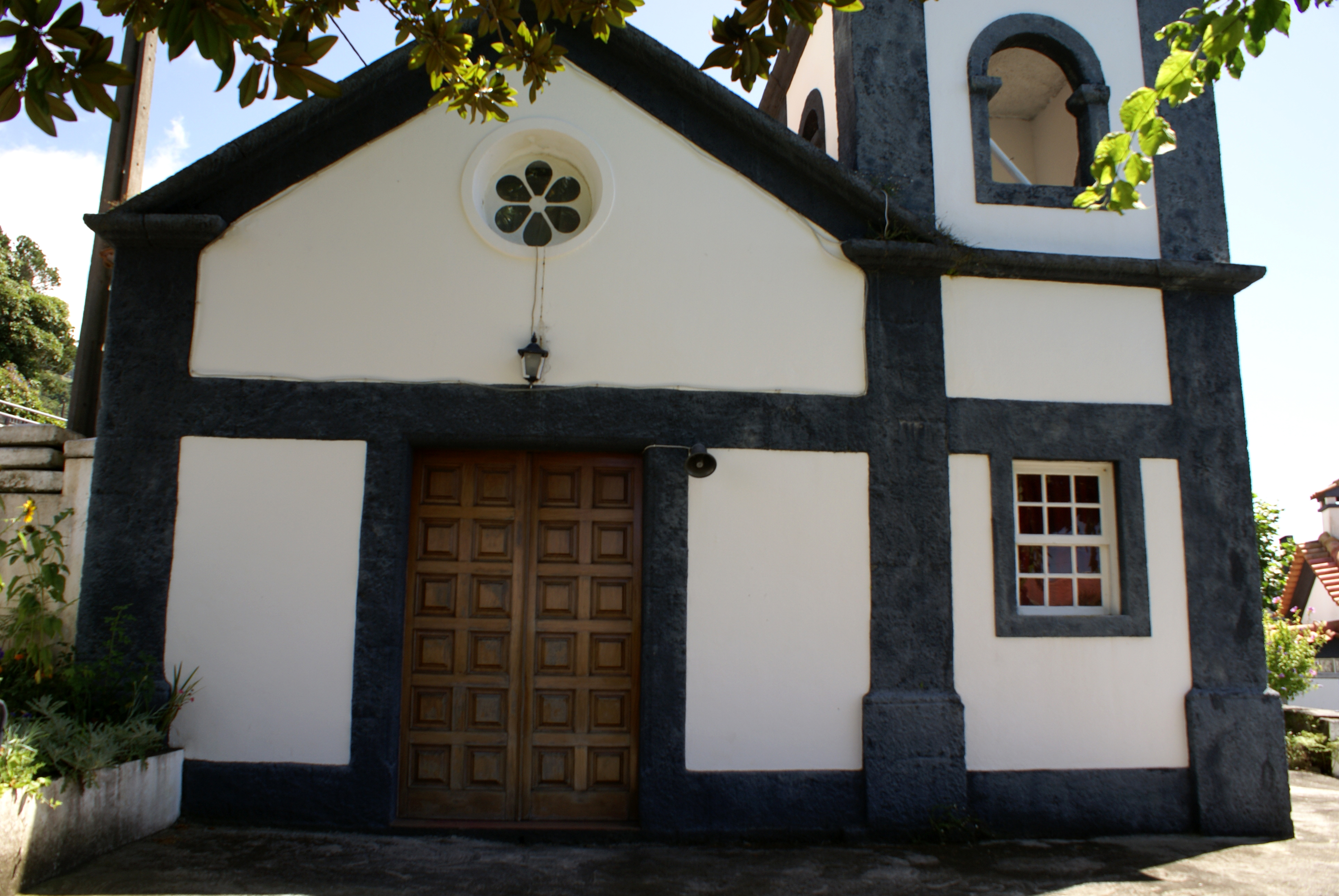
Ermida da Senhora da Encarnação, Fachada.

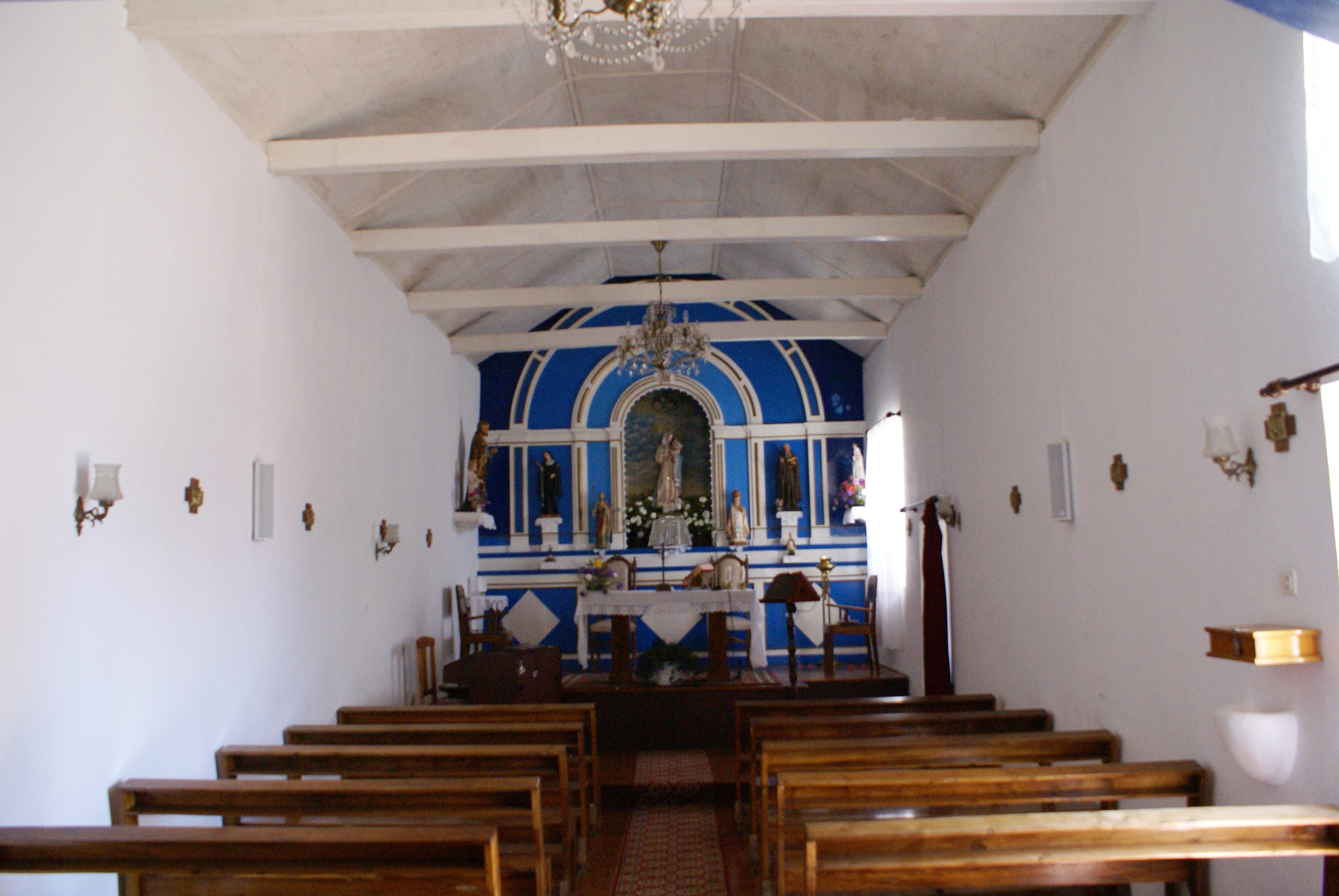
Ermida da Senhora da Encarnação, interior.

A Ermida da Senhora da Encarnação é uma ermida Portuguesa localizada na localidade da Ribeira do Nabo, concelho de Velas, ilha de São Jorge.
Esta ermida de média dimensão que data de 1808 é dotada de uma única nave central e de uma torre sineira de data mais recente. Tem bom trabalho em cantaria que se encontra na sua maioria revestida a alvenaria que foi pintada a branco e a cinza.
O interior pintado a branco apresenta um altar-mor onde os tons de azul dominam e variam entre o azul celeste e o azul cobalto. A imagem da padroeira é Nossa Senhora da Encarnação.